# Chiesa della Purificazione di Maria Vergine (Massino Visconti)
La chiesa della Purificazione di Maria Vergine è la parrocchiale di Massino Visconti, in provincia e diocesi di Novara; fa parte dell'unità pastorale del Vergante.

## Storia
La prima citazione di un luogo di culto cattolico a Massino risale all'887
La nuova chiesa fu costruita a tre navate nella seconda metà del Cinquecento e nello stesso periodo la venne assegnato il titolo di parrocchiale, dopo che la chiesa di San Michele era stata gravemente danneggiata da una frana.
Nella prima metà del XIX secolo l'antico campanile in stile romanico fu demolito e sostituito da una nuova torre.

## Descrizione

### Esterno
La facciata a salienti della chiesa, rivolta a occidente, si compone di tre corpi, scanditi da lesene: quello principale, caratterizzato dal portale maggiore, è preceduto da una portichetto che si apre centralmente su una serliana, mentre le due ali laterali presentano gli ingressi secondari.
Annesso alla parrocchiale è il campanile in pietra a pianta quadrata, la cui cella presenta su ogni lato una monofora protetta da balaustra ed è coronata dalla guglia piramidale poggiante sul tamburo a base ottagonale.

### Interno
L'interno dell'edificio è suddiviso in tre navate, su cui si affacciano le cappelle laterali, da pilastri e colonne, sorreggenti degli archi a tutto sesto sopra cui corre la trabeazione modanata e aggettante sulla quale su impostano le volte; al termine dell'aula si sviluppa il presbiterio, rialzato di alcuni gradini, delimitato da balaustre e ospitante l'altare maggiore.
Qui sono conservate diverse opere di pregio, tra le quali gli affreschi raffiguranti Santa Maria Assunta e l'Incoronazione di Maria, risalenti al XVI secolo, e i dipinti delle volte, che rappresentano i Dottori della Chiesa e i simboli degli Evangelisti.